# Haselstauden
Haselstauden ist seit 1902 – einem Jahr nach der Ernennung Dornbirns zur Stadt – der vierte und nördlichste Bezirk Dornbirns.
Überregional wird Haselstauden meist als Dornbirn-Haselstauden bezeichnet. Haselstauden, das über mehrere Jahrhunderte Stiglingen hieß, blickt auf eine etwa 800 Jahre lange Geschichte zurück. Heute ist der Bezirk vor allem eine Wohngegend, es gibt deutlich mehr Einwohner als Arbeitsplätze. Im westlichen Bezirksgebiet sind dennoch industrielle Strukturen aufzufinden und befindet sich ein großes Bauerwartungsgebiet für gewerbliche und industrielle Ansiedlungen („Betriebsgebiet Nord“ bzw. „Betriebsgebiet Dornbirn Nord (Pfeller)“). In Haselstauden leben derzeit etwa 5400 Menschen (11 % der Gesamtbevölkerung Dornbirns).

## Geografie

### Überblick
Haselstauden liegt im Nordosten des Dornbirner Stadtgebiets. Während das Haselstauder Zentrum mit einer Höhe von 441 m noch auf etwa gleichem Niveau mit dem Dornbirner Zentrum ist, steigt das Terrain Richtung Osten immer weiter an und bildet dort eine natürliche Siedlungsgrenze. Der höchste Punkt wird in der Nähe des 944 m hohen „Nackkopfs“, der sich in relativer Nähe zum besiedelten Oberfallenberg befindet, erreicht. Im Osten, am Haselstauder Hausberg Achrain, befinden sich sämtliche der 14 Parzellen und große Flächen von weitgehend unberührtem Wald.
Das Kerngebiet ist ähnlich dicht besiedelt wie die übrigen Stadtgebiete, dennoch existieren gerade im topografisch ähnlich aufgebauten nördlichen Gebiet noch große, zusammenhängende unbesiedelte Gebiete, wie etwa der kaum bewohnte, etwa zwei Quadratkilometer große „Pfeller“. Auffallend ist die, selbst für die „Gartenstadt Dornbirn“, große Anzahl an Grünflächen und Bäumen im Kerngebiet.
Im Westen grenzt Haselstauden an den Bezirk Rohrbach, im Süden an den Bezirk Markt, im Norden an die Gemeinde Schwarzach, im Nordosten an die Gemeinde Alberschwende und im Osten an die Gemeinde Schwarzenberg.

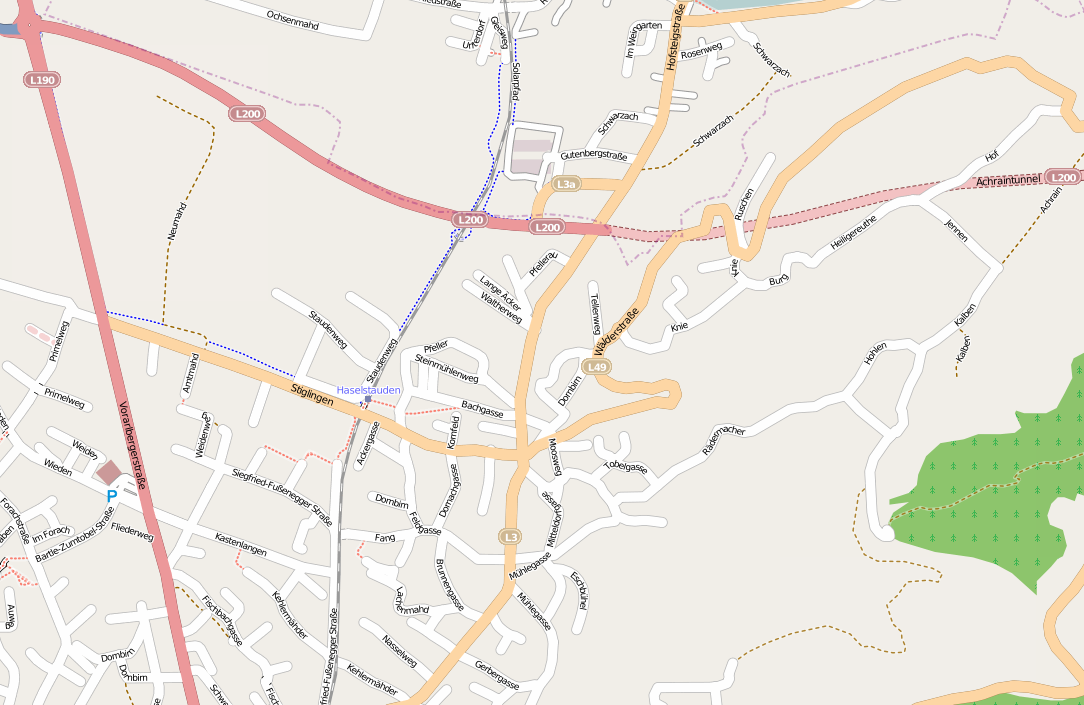
Die rot markierte Straßen – der Schwefel im Westen, die Bregenzerwaldstraße im Norden – stellen die Grenzen des Bezirks dar. In der Mitte des Bildes geht von West nach Ost Stiglingen, von Nord nach Süd die Haselstauderstraße (mit L 3 beschriftet).

### Flüsse und Gewässer

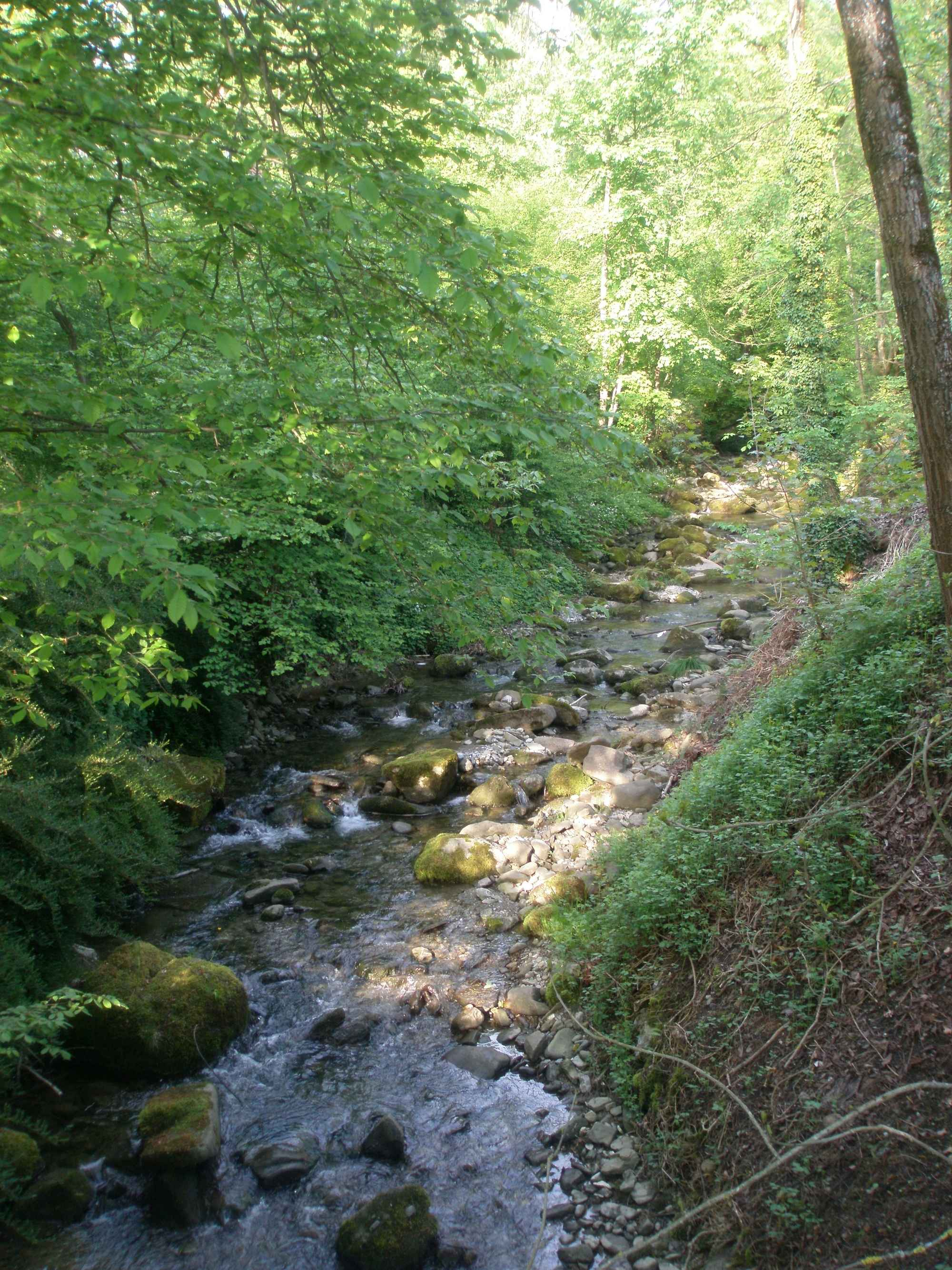
Der Stiglbach

Der bedeutendste Fluss Haselstaudens ist der Stiglbach (seltener auch „Haselstauderbach“ – zur Namensgebung siehe Abschnitt „Geschichte“). Seine Zuflüsse entspringen auf den östlichen Anhöhen, vereinen sich am östlichen Rand der Hauptsiedlung und durchfließen in der Folge den Bezirk. Der Fluss mündet im Bezirk Rohrbach in den Fischbach, welcher selbst in die Dornbirner Ach mündet. Im Stiglbach gibt es Fischvorkommen. Der Stiglbach markiert im Norden auch eine Art „Besiedlungsgrenze“, ist das Gebiet jenseits der Hauptstraße „Stiglingen“ doch kaum bewohnt. Der Fluss wurde früher zum Gerben von Leder und zur Energiegewinnung verwendet. Heute kommt dem Fluss nur noch eine vergleichsweise geringe Bedeutung zu. So gibt es beispielsweise kaum Bade- oder Erholungsmöglichkeiten.
In der Parzelle Stüben hat ein weiterer Fluss seine Quelle, dieser fließt südlich des Stiglbachs durch Haselstauden, markiert zeitweise die Grenze zum Bezirk Markt, und mündet schließlich in unmittelbarer Nähe von dem Hauptfluss ebenfalls in den Fischbach.
In Haselstauden gibt es keinen See und nur wenige Stillgewässer. Erwähnenswert ist an dieser Stelle der Löschwasserteich in der Parzelle Heilgereuthe. Es handelt sich dabei um einen recht kleinen, gestauten Teich, der früher von der Feuerwehr als Löschwasserquelle genutzt worden war. So kam er zu seinem Namen.

### Parzellen
Haselstauden zählt 22 Parzellen und damit mehr als jeder andere Bezirk. Alle Flurstücke liegen im östlichen Gemeindegebiet deutlich über dem Höhenniveau des Kerngebiets. Die Weiler sind auf einer Fläche verstreut, die deutlich größer ist, als die der Hauptsiedlung. Sie sind mit dem Kerngebiet und untereinander durch ein Straßennetz verbunden.
Die wichtigste, da größte und einwohnerreichste Parzelle ist das Knie, welche nach einem kurzen Anstieg vom Norden Haselstaudens aus in wenigen Minuten erreichbar ist. Sie grenzt im Westen an Schwarzach. Im Knie ist auch das Vorarlberger SOS-Kinderdorf untergebracht. Die meisten anderen Parzellen bestehen nur aus einigen wenigen Haushalten. In der östlich vom Knie gelegenen Parzelle Heilgereuthe ist eine Volksschule untergebracht, die in den 1990er Jahren renoviert wurde. Die Nachbarsparzelle Jennen beherbergt ebenso wie Winsau eine Kapelle.

## Geschichte

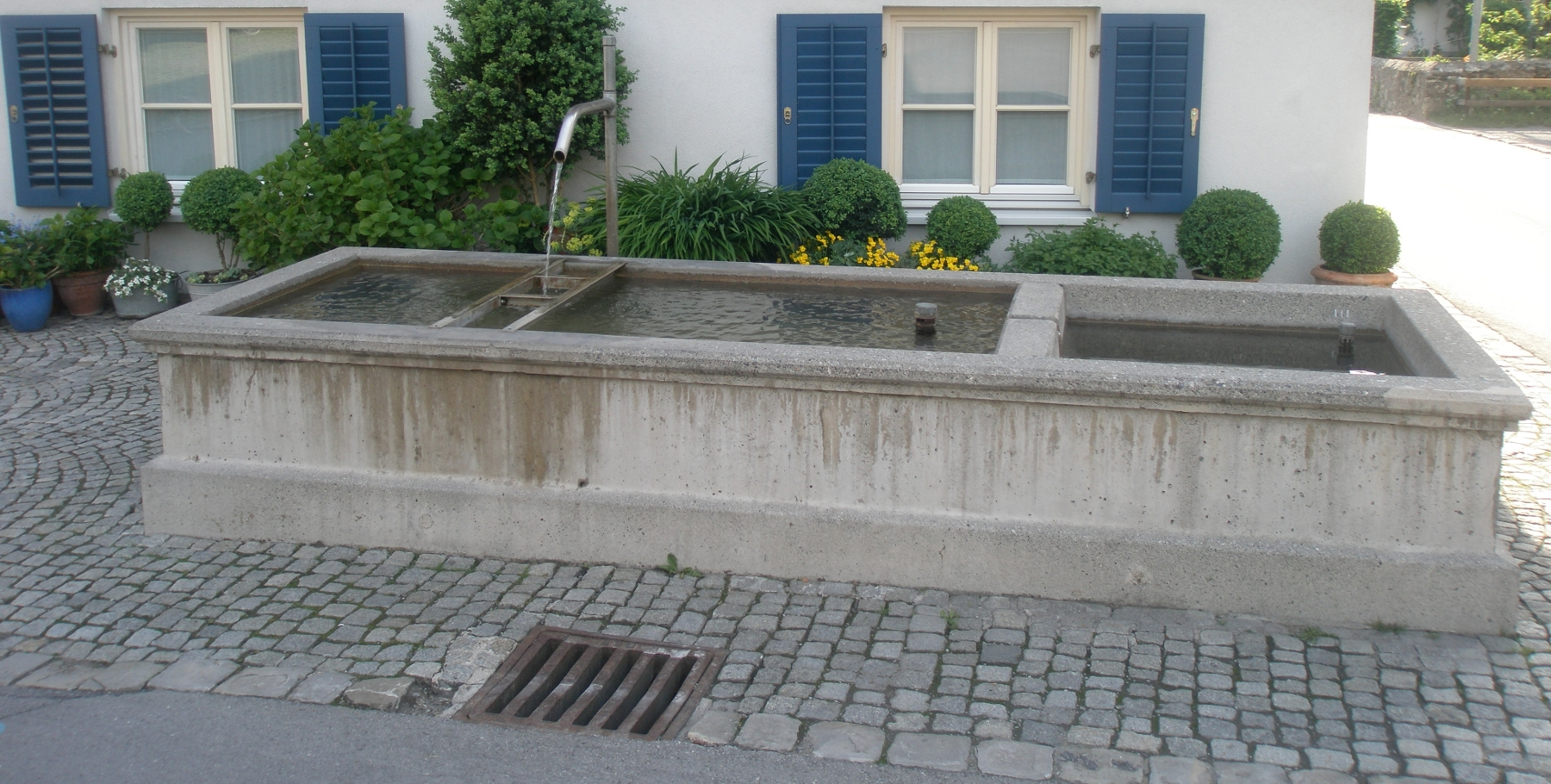
Der Dorfbrunnen steht im Zentrum der ursprünglichen Haselstauder Siedlung

### Vorgeschichte
Über Haselstauden führte seit Alters her die alte Landstraße von Hohenems (über Haslach, Mühlebach, Achmühle, Oberdorf, Steinebach und Kehlen – Römerstraße), Diese Verbindung war teilweise steinschlaggefährdet (siehe Breitenberg).
Die früheste urkundliche Erwähnung Haselstaudens stammt vom 17. September 1249. Der damalige Papst Innozenz IV. sprach in einer Urkunde neben „Tornburon“ (Dornbirn) und „Kuun“ (der heutigen Parzelle Knie) auch von „Stiglingen“ und meinte damit das besiedelte Gebiet entlang des Stiglbachs, nicht weit vom heutigen Zentrum entfernt. Der Name leitet sich wohl von dem – überwiegend in Österreich gebrauchten – Wort Stiege, das gleichbedeutend mit Treppe ist, her. Was mit dieser Stiege aber gemeint ist, konnte nicht rekonstruiert werden. Möglicherweise wurde damit dem sehr schroffen Flussverlauf mit teilweise sehr stark abfallenden Ebenen Tribut gezollt. In einer österreichischen Zinsliste von 1431 wurde der nördliche Teil Dornbirns dagegen als „ennend dem Moos“ bezeichnet.

### Neuzeit

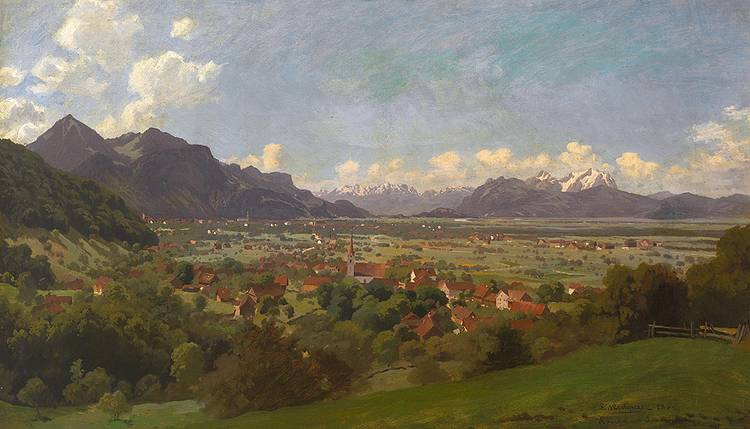
Gemälde von Paul Heitinger (1841–1920) aus dem Jahr 1883. Die Kirche „Maria Heimsuchung“ steht im Zentrum des Dorfs

Etwa hundert Jahre später, im Jahr 1536, wurde erstmals der Name Haselstauden festgehalten. In einer Urkunde ist von „in der Haselstauden zu Stiglingen“ die Rede. Auf Grund dieser Formulierung kann man davon ausgehen, dass Haselstauden damals nur eine kleine Siedlung in der Nähe von Stiglingen war. Als diese Siedlung im Laufe der Zeit größer wurde, wurde der Name Haselstauden für das gesamte Gebiet angewendet. Nach 1640 wurde am Kreuzungspunkt der Landstraße, Stiglingen, Wälderstraße und der Mitteldorfgasse das Gasthaus Zur Gams (das spätere Grafenhaus) und etwas später gegenüber eine Kapelle errichtet. Dies führte zu einer Verlagerung des bisherigen Dorfzentrums (Mitteldorfgasse/Mühlegasse) zum Gasthaus und in weiterer Folge zum Bau der Pfarrkirche Dornbirn-Haselstauden („Zu unserer Lieben Frau Mariä Heimsuchung“) in der Nähe dieses Gasthauses.
In den folgenden Jahrzehnten war eine Bevölkerungszunahme durch eine steigende Auswanderung von Bewohnern der angrenzenden Berge in das Tal zu verzeichnen. Größere Bedeutung erlangte das kleine Dorf gegen Ende des 18. Jahrhunderts, als mit dem Bau von Dornbirns erster (katholischer) Pfarrkirche (1792/93), der Kirche „Zu unserer Lieben Frau Mariä Heimsuchung“, begonnen wurde.

### Jüngere Geschichte
Dornbirn erhielt 1901 das Stadtrecht und Haselstauden wurde – zusammen mit drei anderen Stadtteilen – 1902 zum vierten Bezirk ernannt; die anderen waren Hatlerdorf, Oberdorf und Niederdorf (heute „Markt“). Seitdem hat sich die Einwohnerzahl in etwa verfünffacht. 1994 wurde der Bezirk Rohrbach aus Teilen von Haselstauden und Markt neu gegründet, auch im Südosten musste der Bezirk ein größeres Gebiet abgeben. Dies löste unter der Bevölkerung teils großen Unmut aus.

## Bevölkerung
Im Jahr 2012 lebten 5409 Menschen in Haselstauden, womit der Bezirk vor Oberdorf und hinter Schoren den fünften und vorletzten Platz unter Dornbirns Stadtteilen einnahm.
Die etwa 800 Jahre lange Geschichte Haselstaudens – den überwiegenden Zeitraum davon ohne direkte Verbindung zu anderen Dornbirner Siedlungen – hat dazu geführt, dass die Einwohner des Bezirks noch heute ein relativ starkes Eigenständigkeitsgefühl haben.
Die Einwohner Haselstaudens bezeichnen sich selbst scherzhaft als „Schotter“ und ihren Bezirk davon abgeleitet „Schottland“. Der Begriff „Schotter“ ist aber keineswegs von Schottland übernommen. Vielmehr wird davon ausgegangen, dass ein Kaplan namens Benedikt Schott, der gegen Ende des 18. Jahrhunderts in Haselstauden gewirkt hat, für das Eponym verantwortlich ist. Besonders in der Faschingszeit wird darauf gerne referiert. So erscheint beispielsweise jährlich eine lokale Faschingszeitung, die auf den Namen anspielt.
Wie auch im restlichen Dornbirn und Vorarlberg ist die Haselstauder Bevölkerung überwiegend römisch-katholisch. Neben der katholischen Kirche gibt es jedoch auch andere christliche Einrichtungen (siehe Abschnitt Religion) sowie eine Moschee für die Muslime.

## Kultur

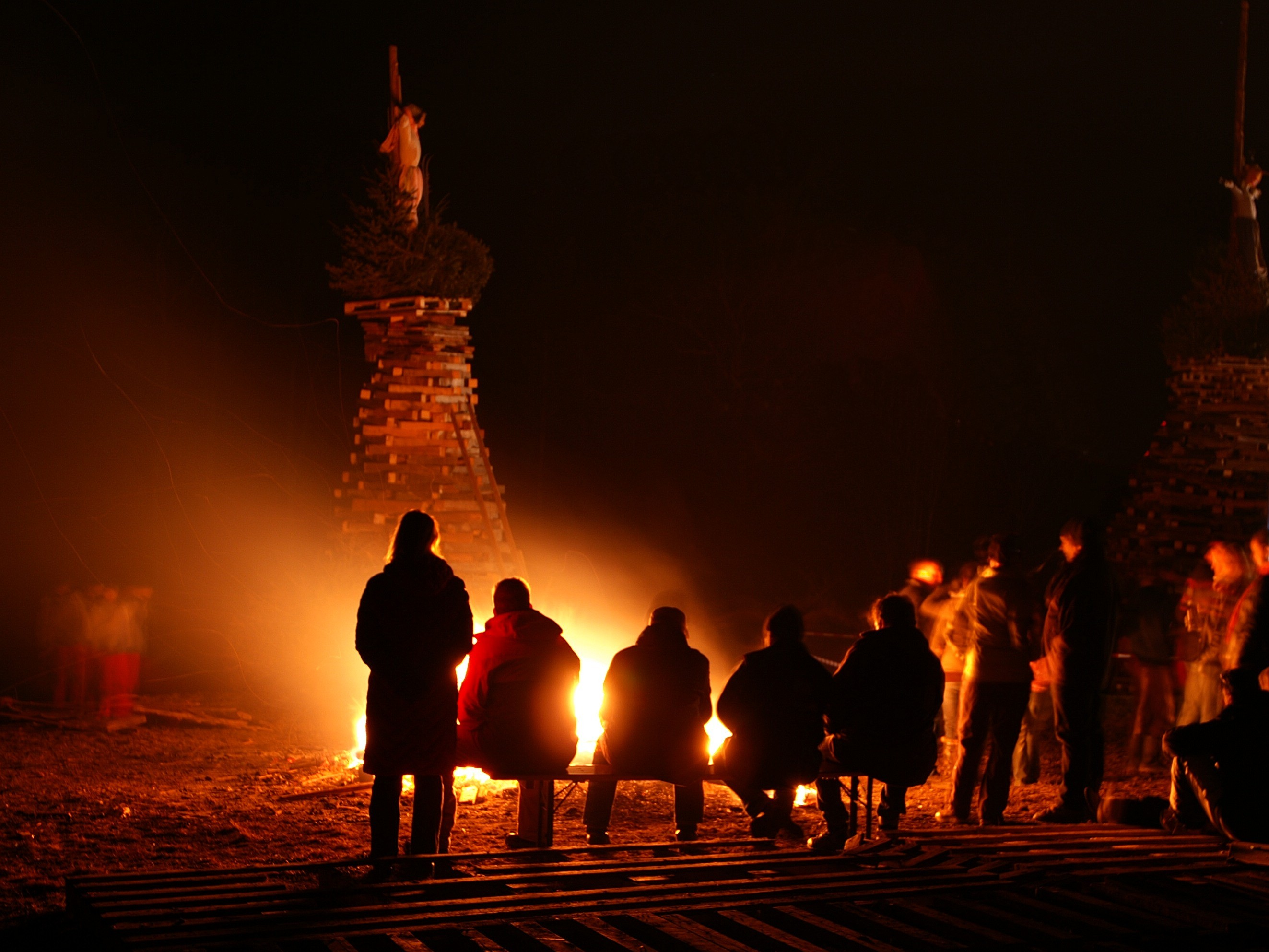
Funken in Haselstauden

### Tradition
In die zeitliche Periode des Faschings fallen auch zwei Veranstaltungen, die jährlich mehrere tausend Besucher anziehen. Neben dem traditionellen Funkenfeuer zählt auch der Haselstauder Faschingsumzug dazu, der zu den größten in der Umgebung zählt. Am 1. Mai, dem österreichischen Staatsfeiertag, ist Tag der Blasmusik. Die Musikanten ziehen dabei durch die Straßen und spielen Titel auf Blasinstrumenten. In unregelmäßigen Abständen findet auf dem Gelände des Fußballplatzes das „Zeltfest“ statt, bei dem regional wie auch überregional bekannte Schlager- und Volksmusikinterpreten auftreten.

### Sport
Der älteste Sportverein Haselstaudens ist der 1954 gegründete Dornbirner SV. Derzeit spielt der Verein in der fünftklassigen Landesliga. Anfang der 70er Jahre war er kurzzeitig in der zweithöchsten österreichischen Spielklasse vertreten. Um die Jahrtausendwende herum war der Sportklub mehrere Jahre der stärkste Fußballverein Dornbirns, auch wenn der Aufstieg in die mittlerweile drittklassige Regionalliga nicht mehr gelingen sollte. Angrenzend an das Gelände des Dornbirner Sportvereins befinden sich die Innen- und Außenanlagen des Tennisclub Haselstauden.
Im Zuge der Umbauarbeiten der Winsauer Volksschule wurde 1993 der Sportverein Winsau gegründet, der hauptsächlich sportliche Veranstaltungen für die Bewohner der Haselstauder Parzellen organisiert.
Der erfolgreichste Basketballverein Vorarlbergs, die ABC Lions, trugen einige Zeit lang ihre Erstligaspiele in der Halle der Mittelschule Haselstauden aus. Mittlerweile wird als primäre Anlage eine Halle im Dornbirner Messegelände verwendet.
Während der Weltgymnaestrada 2007 in Dornbirn wurden die Teilnehmer aus den Niederlanden auf dem Haselstauder Sportplatz untergebracht.

## Infrastruktur

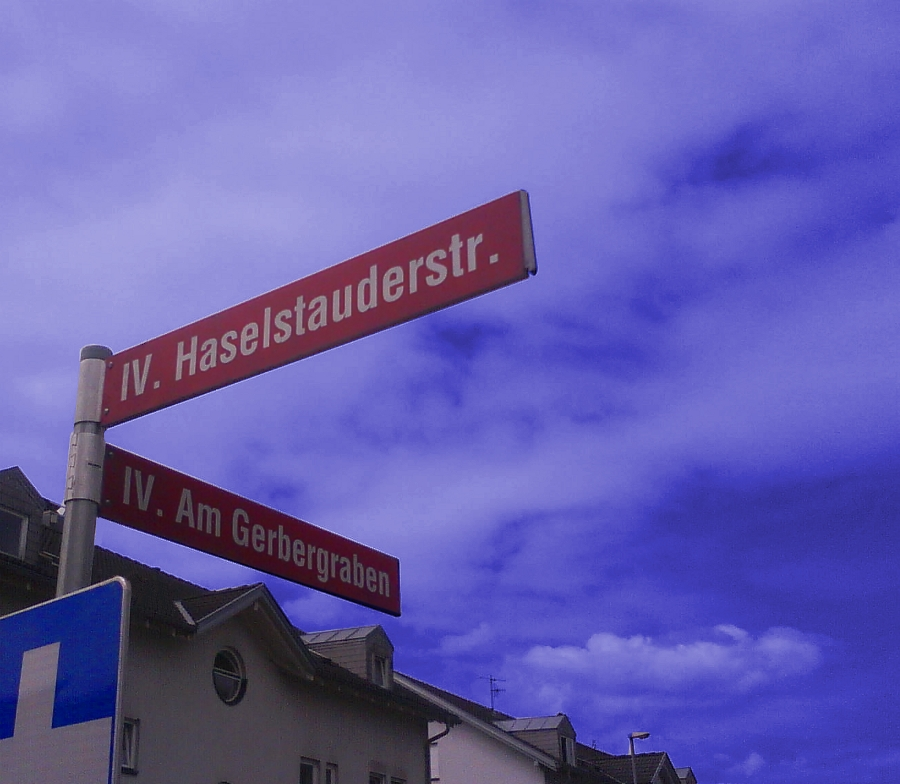
Wie im größten Teil von Dornbirn ist auf allen Haselstauder Straßenschildern die Kennungszahl des Bezirks in römischer Schreibweise angegeben

### Verkehr
Verkehrstechnisch ist der Bezirk von drei Hauptstraßen geprägt. Diese umschließen auch den Hauptsiedlungskern. Die Haselstauderstraße (L 3) verbindet den Stadtteil mit dem Dornbirner Zentrum, im Bezirk Markt heißt die Straße Dr. Anton Schneider Straße. Stiglingen – ehemals Teil der Bregenzerwaldstraße – verbindet Haselstauden mit dem Autobahnanschluss Dornbirn-Nord. Im Westen ist der Schwefel, der besonders industriell von Bedeutung ist (siehe Abschnitt Wirtschaft). Da der Autobahnanschluss Dornbirn-Nord in das Bezirksgebiet fällt, war Haselstauden von einem starken Pendlerverkehr betroffen, der durch die Öffnung des Achraintunnels, der den Bregenzerwald mit der Autobahn verbindet, aber abgeschwächt wurde. Im Nordosten des Siedlungsgebiets führt die L 49 nach Alberschwende.
Haselstauden hat seit 1884 eine Bahnhaltestelle, die von der S1 angefahren wird. Nachdem die anderen Dornbirner Haltestellen Hatlerdorf und Schoren sowie der Dornbirner Hauptbahnhof anlässlich der Weltgymnaestrada 2007 saniert wurden, ist die Haselstauder Haltestelle eine der wenigen in Vorarlberg, die noch in ihrem alten Zustand vorliegt.
Der Stadt- und Landbus vervollständigen das Angebot im öffentlichen Verkehr. Beide Unternehmen durchqueren Haselstauden mit je zwei Linien. Die Haltestelle „Kirche Haselstauden“ ist laut Leiter des Stadtbusbüro Dornbirns mit durchschnittlichen 2,34 Einsteigern pro Stadtbus eine der meistfrequentierten Haltestellen in Dornbirn.
Mitte Mai 2009 wurde bekannt, dass eine Neugestaltung der Haselstauderstraße rund um das Zentrum geplant ist. Mit den Bauarbeiten wird voraussichtlich im Frühjahr 2012 begonnen.

### Wirtschaft

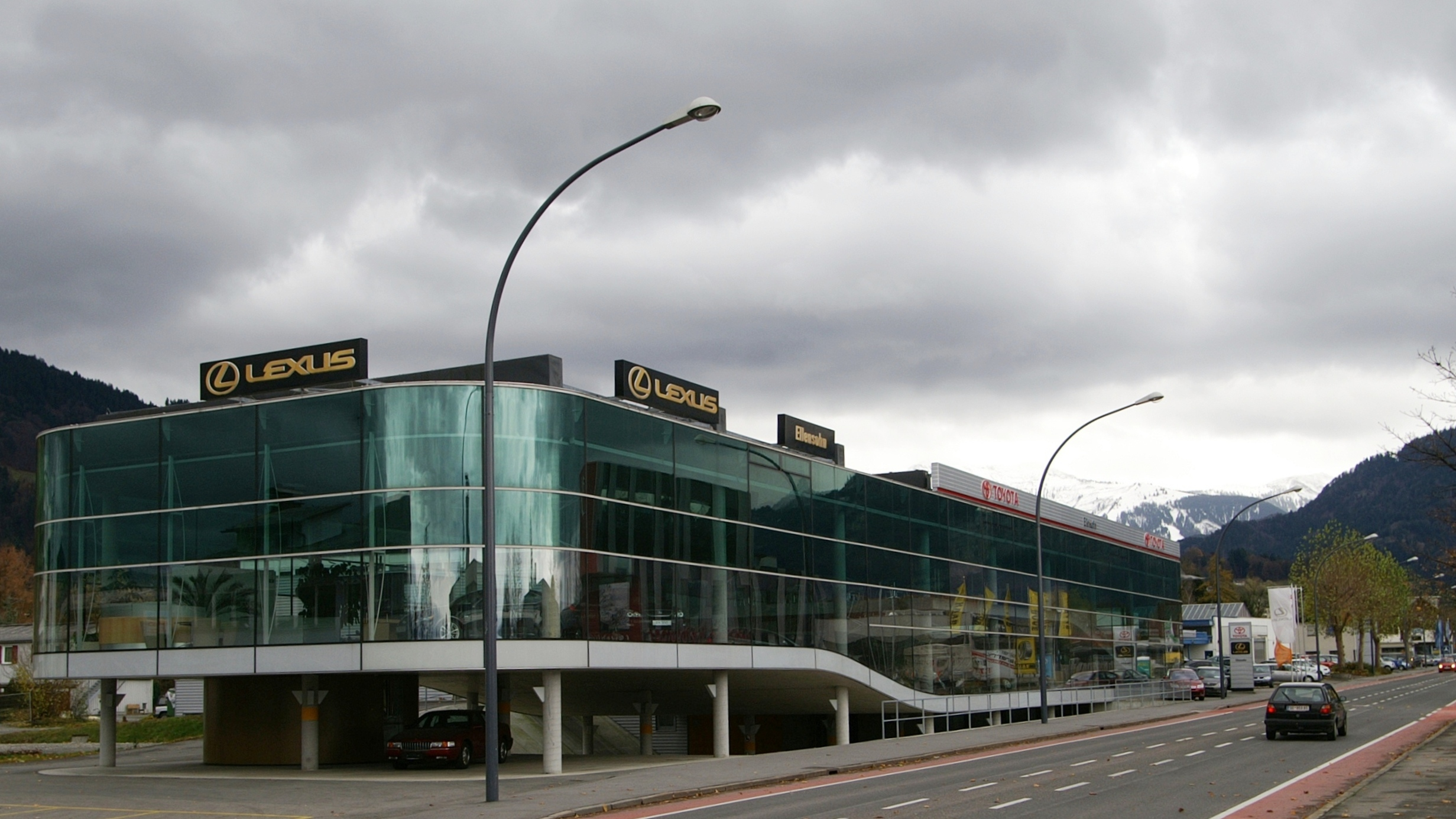
Ein Autohändler im Schwefel

Im Vergleich zu anderen Bezirken Dornbirns kommt Haselstauden eine eher geringe wirtschaftliche Bedeutung zu. Da es mehr Einwohner als Arbeitsplätze gibt, kann Haselstauden als Wohnbezirk bezeichnet werden.
Wirtschaftliche Einrichtungen gibt es im Wesentlichen nur entlang der Haselstauderstraße. Der Schwefel – ein Teilabschnitt der Vorarlberger Straße – symbolisiert die Grenze zum Bezirk Rohrbach. Er ist die wichtigste Gewerbestraße Dornbirns (insbesondere Autohäuser, Tankstellen, großflächiger Einzelhandel) und dementsprechend gibt es auch in dem zu Haselstauden gehörenden Teil eine gewerbliche Infrastruktur. Im unbesiedelten nördlichen Bezirksgebiet, nördlich des Stiglbachs und westlich der Bahnlinie, etabliert sich derzeit das „Betriebsgebiet Pfeller“, wobei in Zukunft mit einem starken Zuwachs zu rechnen ist, da über die neuerbaute L200 eine schnelle Verbindung zur Rheintalautobahn und in den Bregenzerwald besteht.
Besonders traditionsreich ist seit jeher das Gastronomiegewerbe. Viele in den Bregenzerwald pendelnde Arbeiter legten in einem der zahlreichen Gasthäuser Haselstaudens eine Rast ein. Seit Beginn des 20. Jahrhunderts war die Zahl der gastronomischen Einrichtungen aber kontinuierlich rückläufig, ist seit einigen Jahren aber stabil.

## Einrichtungen

### Bildung
Das Bildungsangebot umfasst zwei Kindergärten, drei Volksschulen, eine Mittelschule sowie eine Fachschule für wirtschaftliche Berufe. Theoretisch ist es also möglich, den gesamten österreichischen Schulweg in Haselstauden zu absolvieren.
Der Haselstauder Kindergarten und die Haushaltsschule sind im ehemaligen Redemptoristenkloster untergebracht. Dieses wurde ab 1915 als Schule und Waisenhaus genützt. Das Klostergebäude grenzt direkt an die 1792 erbaute und seit dem mehrmals renovierte und erweiterte Volksschule Haselstauden an. In den Parzellen Heilgereuthe und Winsau befinden sich zwei weitere, deutlich kleinere Volksschulen, im SOS-Kinderdorf ein zweiter Kindergarten. Die Mittelschule liegt unweit der Bahnhaltestelle. In ihr ist auch die Haselstauder Bücherei untergebracht, die von ehrenamtlichen Mitarbeitern betrieben wird.
Neben den „gewöhnlichen“ Bildungseinrichtungen befindet sich auch das Vorarlberger Landeszentrum für Hörgeschädigte in Haselstauden. In Kindergarten und Schule werden dort Kinder aus mehreren Nationen unterrichtet.

### Religion

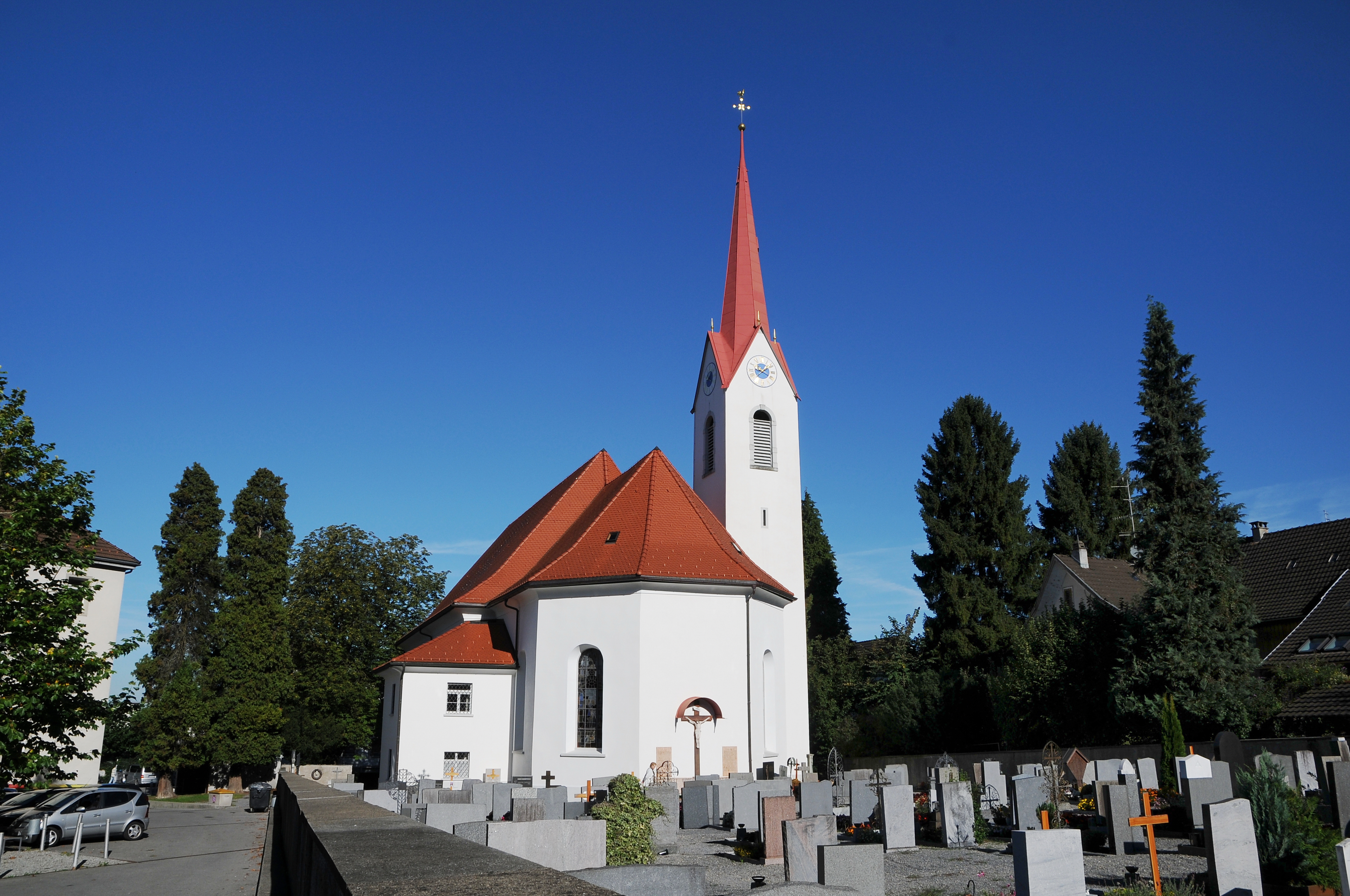
Die Pfarrkirche Mariaheimsuchung in Haselstauden. Im Vordergrund der Friedhof mit der Kapelle. Mitte links ist das ehemalige Redemptoristenkloster

Nachdem Mitte des 17. Jahrhunderts eine Kapelle in Haselstauden erbaut wurde, entschloss man sich 1792 dazu, eine Pfarrkirche zu erbauen. In der Schule wird den Kindern eine sagenhafte Geschichte vom Bau der Kirche „Maria Heimsuchung“ erzählt. Demnach sollen die Haselstauder Bürger kurz nachdem die Grenzen für das Kirchengebäude abgesteckt worden waren, die Stöcke weiter nach außen versetzt haben, um die von ihnen gewünschte größere Kirche zu erhalten. Dass sich dieses Ereignis allerdings wirklich zugetragen hat, wird ausgeschlossen. 2004 wurde die baufällige Kirche umfangreich saniert, die Kosten hierfür trug die Gemeinde.
Direkt hinter der Kirche ist der Haselstauder Friedhof gelegen, der seit dem Bau der Kirche als letzte Ruhestätte dient. 2007 wurde ein Urnenfriedhof fertiggestellt. Das Pfarrheim befindet sich in direkter Umgebung zur Kirche. In den Parzellen Jennen und Winsau befinden sich außerdem zwei Kapellen.
Siehe Hauptartikel: Wallfahrtskirche Mariä Heimsuchung
2008 wurde der Bau einer Kirche einer freievangelikalen Gemeinschaft abgeschlossen. Das Gebäude wird seitdem für Gottesdienste und Veranstaltungen verwendet. An der Bezirksgrenze Haselstauden-Markt liegt außerdem der Königreichssaal der Zeugen Jehovas. An der B 190/Schwefel an der westlichen Bezirksgrenze liegt außerdem die AIF Dornbirn Mevlana des Österreichisch-Islamischen Vereins, eine der vier Dornbirner Moscheen, für die Muslime des Stadtteils.

### SOS-Kinderdorf
In der Parzelle Knie befand sich das Vorarlberger SOS-Kinderdorf. Es wurde 1966 als insgesamt neuntes österreichisches Kinderdorf auf das Bestreben von Hermann Gmeiner (1919–1986) eröffnet. Es wurden sozial benachteiligte Kinder aus Vorarlberg aufgenommen, die mit bis zu vier „Geschwistern“ bei einer Gastmutter aufwachsen. Im Dorf gab es einen eigenen Kindergarten, der auch für alle anderen Kinder, besonders jener der Parzelle Knie, offenstand. Nach dem Kindergarten wurden die Kinder in der Regel in der Volksschule Haselstauden eingeschult. Inzwischen wurde fast das gesamte Kinderdorf abgerissen und die Grundstücke zum großen Teil verkauft.

### Postfiliale

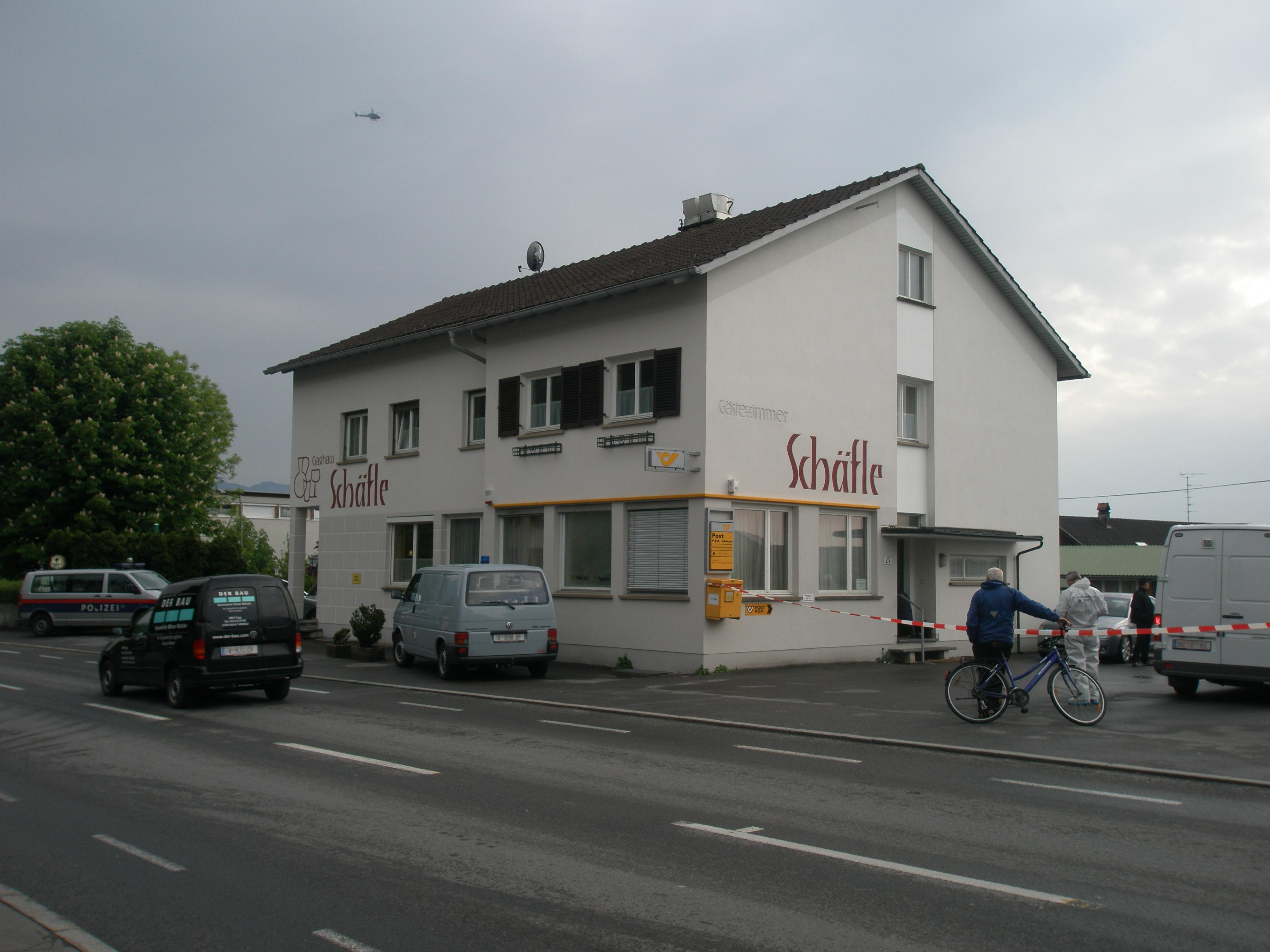
Die Haselstauder Postfiliale eine Stunde nach dem Überfall vom 4. Mai 2009; links oben ist der Polizeihubschrauber zu erkennen

Unweit der Dornbirner Hauptpoststelle gibt es an der Haselstauderstraße eine weitere Postfiliale (Postleitzahl 6857).
Ursprünglich war im Gebäude auch das „Gasthaus Schäfle“ untergebracht gewesen, das Nächtigungsmöglichkeiten bot. Nachdem das „Schäfle“ nach der Schließung jahrelang leer stand, wurde die Außenfassade 2008 restauriert und unter einem neuen Besitzer wiedereröffnet.
Zum ersten Mal kam die Post um die Jahrtausendwende in die Nachrichten, als zwei Männer die Filiale überfielen und Geld verlangten. Die Täter konnten später gestellt werden.
Als die Österreichische Post im Frühjahr 2009 eine Massenschließung ankündigte, wurde bekannt, dass auch die Haselstauder Filiale geschlossen werden sollte. Nach Protesten der Dornbirner Bevölkerung, die schließlich im Dornbirner Bürgerforum eingebracht wurden, wurde Ende März bekannt, dass geprüft werde, ob die Post eine positive Bilanz habe.

Am 4. Mai 2009 überfiel ein maskierter Mann die Post, bedrohte die Schalterangestellte mit einem Messer und verlangte die Herausgabe von Bargeld. Nachdem die Angestellte dem Mann das Geld ausgehändigt hatte, flüchtete dieser. Obwohl sofort eine Alarmfahndung eingeleitet wurde, umliegende Straßenknotenpunkte von Polizisten kontrolliert wurden und ein Hubschrauber mehrere Stunden über dem Gebiet kreiste, konnte der Täter nicht gefasst werden.

## Persönlichkeiten
- Armin Diem, österreichischer Mundartdichter
- Angelika Birck, deutsch-österreichische Psychotherapeutin
- Friedrich Rafreider, österreichischer Fußballnationalspieler
- Siegfried Fußenegger, Gründer der Dornbirner Naturschau
- Franz Pfanner, österreichischer Priester, Abt und Missionar
- Christian Mähr, österreichischer Schriftsteller